# یامانساروو
یامانساروو (انگلیسی: Yamansarovo) یک شهرک در شهرستان کویورگازینسکی جمهوری باشقیرستان در کشور روسیه است.